# Wanderer Puppchen

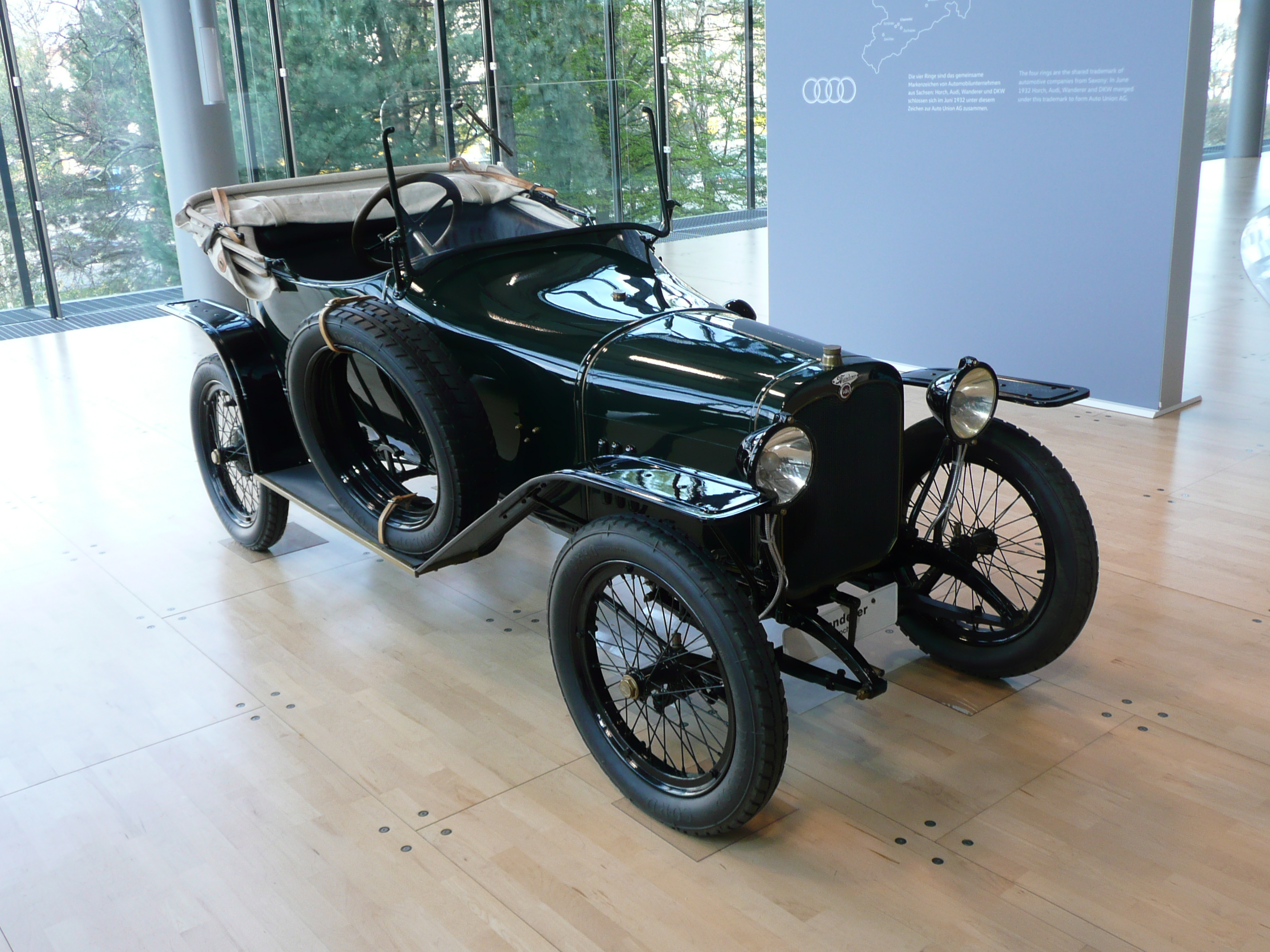
Ansicht eines Wanderer Puppchen, rechte Seite

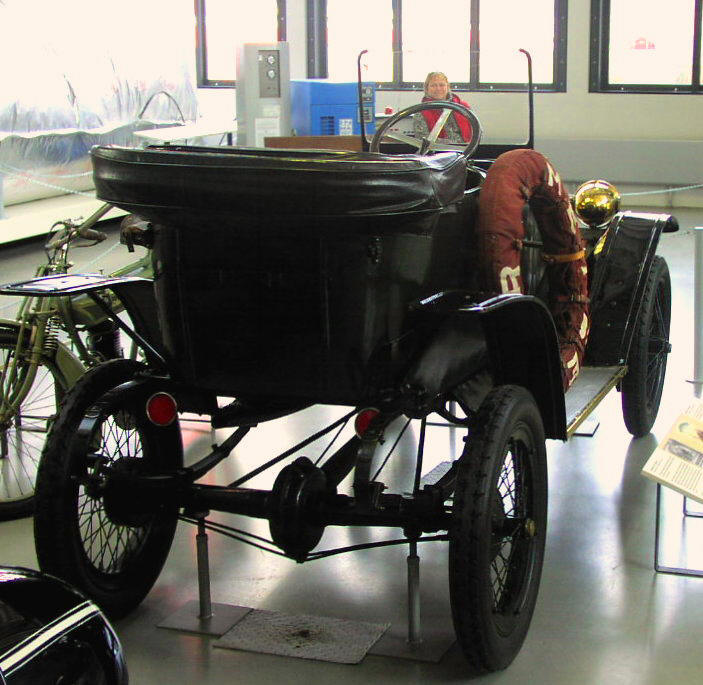
Rückansicht des Puppchens im Deutschen Museum

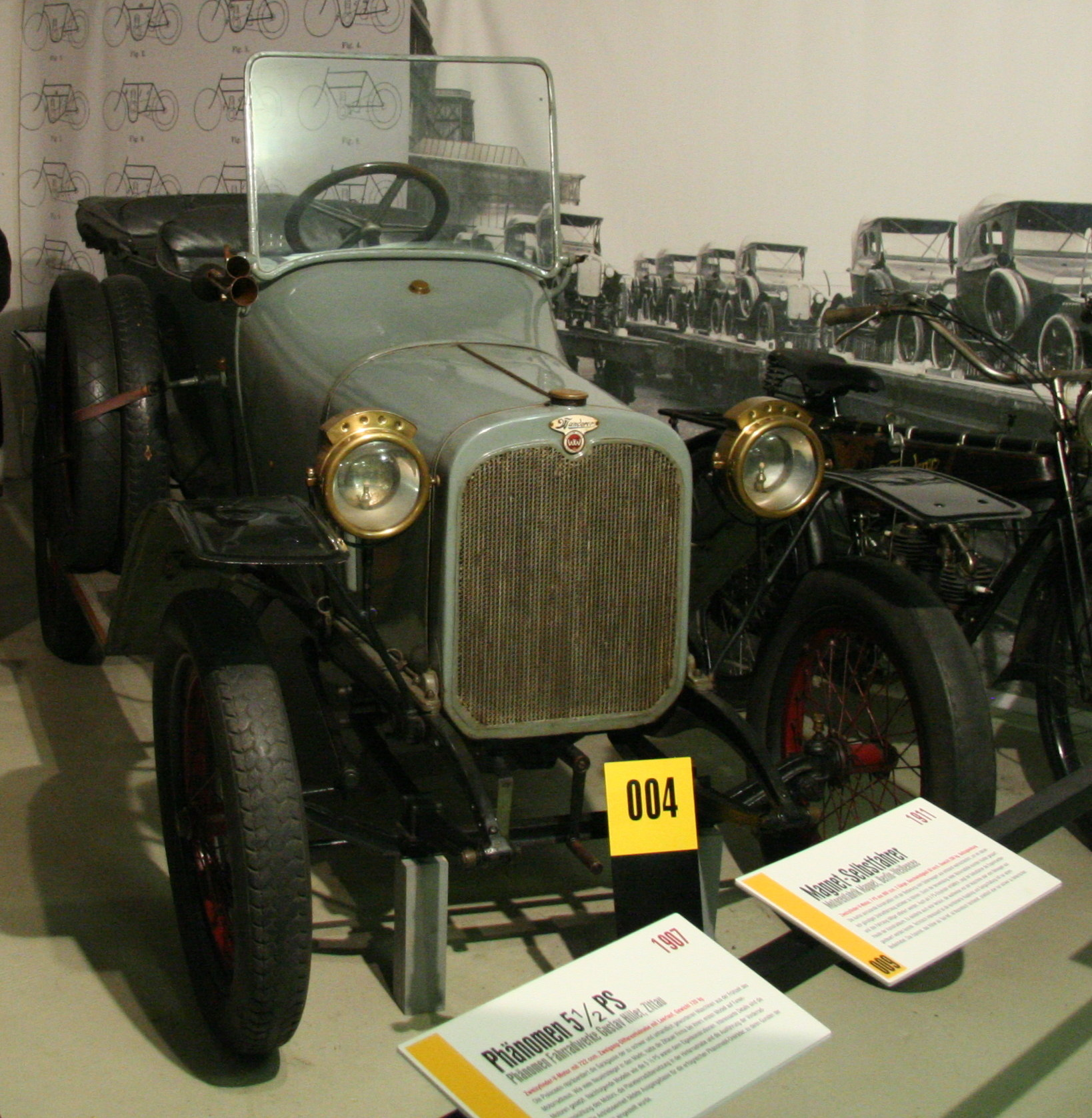
Wanderer W3 5/12, Bj. 1913 im Museum für sächsische Fahrzeuge

Der Wanderer W1 5/12 PS, auch Wanderer Puppchen genannt, war ein kleiner offener Tourenwagen, den die Wanderer-Werke aus Chemnitz 1912 herausbrachten. Er hatte zwei Sitze hintereinander und zwei Türen auf der linken Fahrzeugseite. 
Zu seinem Spitznamen Puppchen kam der zierliche, nur 1,3 m breite und 3,1 m lange Kleinwagen durch die im selben Jahr in Berlin uraufgeführte Posse Puppchen von Jean Gilbert nach einer Aufführung in Chemnitz. Dort stand das kleine Fahrzeug 1913 im Central-Theater als Requisite auf der Bühne. Der Hersteller nannte es allerdings nie Puppchen.

## Modellgeschichte
Vorn war ein gegengesteuerter Vierzylinder-Reihenmotor mit 1,15 Liter Hubraum eingebaut, der 12 PS leistete und über ein 3-Gang-Getriebe rechts die Hinterräder antrieb; der Schalthebel lag innen rechts.
Im Jahr darauf erschien der Wanderer W2 5/15 PS mit einem etwas größeren Motor (1,22 Liter, 15 PS). Neben der Tandemanordnung der Sitze (Modell H) gab es den Zweisitzer mit nebeneinander angeordneten Sitzen (Modell N). Auch die Modelle mit Sitzen nebeneinander hatten nur auf der linken Seite eine Tür.
1914 erschien die dritte Ausführung, der Wanderer W3 5/15 PS mit abermals vergrößertem Motor (1,29 Liter, 15 PS). Zusätzlich zu den Zweisitzern gab es nun einen Dreisitzer (Modell Nv). In dieser Ausstattung wurde der Wagen bis 1919 hergestellt.
Erst nach dem Ersten Weltkrieg erschien der Wanderer W4 5/15 PS. Wiederum war der Hubraum des Motors geringfügig vergrößert worden. Bei einer Leistung von 17 PS betrug das Hubvolumen 1,3 Liter. Zudem hatte der Motor hängende statt der bis dahin stehenden Auslassventile. Der Tandemzweisitzer (Modell H) wurde nicht mehr angeboten.
1925 wurde der Wagen erneut überarbeitet. Der Wanderer W8 5/20 PS behielt zwar den gleichen Motor, der 5 PS mehr leistete. Das zweisitzige Modell (Modell N) entfiel, dafür wurde außer dem Dreisitzer ein Viersitzer angeboten.
1926 endete die Fertigung des Kleinwagens nach ca. 9000 Exemplaren ohne Nachfolger. Mittlerweile gab es den Opel 4 PS („Laubfrosch“), der den Markt der Kleinwagen dominierte. Wanderer sah keinen Sinn darin, ein direktes Konkurrenzmodell zu entwickeln, und setzte mit den Modellen W 10 und W 11 mehr auf die Mittelklasse.

## Technische Daten im Vergleich
|                       | W1 (5/12 PS)                      | W2 (5/15 PS)                      | W3 (5/15 PS)                      | W4 (5/15 PS)                      | W8 (5/20 PS)                      |
| --------------------- | --------------------------------- | --------------------------------- | --------------------------------- | --------------------------------- | --------------------------------- |
| Bauzeitraum           | 1912–1913                         | 1913–1914                         | 1914–1919                         | 1919–1924                         | 1925–1926                         |
| Aufbauten             | T2T                               | T2T, T2                           | T2T, T2, T3                       | T2, T3                            | T3, T4                            |
| Motor                 | 4-Zylinder-Viertaktmotor in Reihe | 4-Zylinder-Viertaktmotor in Reihe | 4-Zylinder-Viertaktmotor in Reihe | 4-Zylinder-Viertaktmotor in Reihe | 4-Zylinder-Viertaktmotor in Reihe |
| Ventilsteuerung       | gegengesteuert (IOE)              | gegengesteuert (IOE)              | gegengesteuert (IOE)              | obengesteuert (OHV)               | obengesteuert (OHV)               |
| Bohrung × Hub         | 62 mm × 95 mm                     | 64 mm × 95 mm                     | 64 mm × 100 mm                    | 64,5 mm × 100 mm                  | 64,5 mm × 100 mm                  |
| Hubraum               | 1147 cm³                          | 1222 cm³                          | 1286 cm³                          | 1306 cm³                          | 1306 cm³                          |
| Nennleistung          | 12 PS (8,8 kW)                    | 15 PS (11 kW)                     | 15 PS (11 kW)                     | 17 PS (12,5 kW)                   | 20 PS (14,7 kW)                   |
| Verbrauch             | 8 l/100 km                        | 8 l/100 km                        | 8 l/100 km                        | 8,5 l/100 km                      | 8,5 l/100 km                      |
| Höchstgeschwindigkeit | 70 km/h                           | 70 km/h                           | 70 km/h                           | 78 km/h                           | 78 km/h                           |
| Leergewicht           | 500 kg                            | 550–600 kg                        | 600–750 kg                        | 600–650 kg                        | 700–850 kg                        |
| zul. Gesamtgewicht    | 750 kg                            | 800–850 kg                        | 850–1000 kg                       | 850–900 kg                        | 1150–1300 kg                      |
| Elektrik              | 12 Volt                           | 12 Volt                           | 12 Volt                           | 12 Volt                           | 12 Volt                           |
| Länge                 | 3100 mm                           | 3100–3250 mm                      | 3100–3250 mm                      | 3250 mm                           | 3250 mm                           |
| Breite                | 1330 mm                           | 1330 mm                           | 1330 mm                           | 1330 mm                           | 1330 mm                           |
| Höhe                  | 1500 mm                           | 1420 mm                           | 1420 mm                           | 1420 mm                           | 1420 mm                           |
| Radstand              | 2250 mm                           | 2250 mm                           | 2350 mm                           | 2395 mm                           | 2395 mm                           |
| Spur vorn/hinten      | 1070 mm/1070 mm                   | 1070 mm/1070 mm                   | 1070 mm/1070 mm                   | 1080 mm/1080 mm                   | 1080 mm/1080 mm                   |

- T2T = 2-sitziger Tourenwagen (Tandemanordnung)
- T2 = 2-sitziger Tourenwagen
- T3 = 3-sitziger Tourenwagen
- T4 = 4-sitziger Tourenwagen